# Il sesso aggiunto
Il sesso aggiunto è un film del 2011 diretto da Francesco Antonio Castaldo, con Giuseppe Zeno, Myriam Catania e Gigi Savoia.

## Trama
Alan è un tossicodipendente che non vuole smettere di farsi di eroina. Sta con Laura, una giovane borghese crollata nel mondo della droga, frequenta Valentino, malato di Aids e prossimo alla morte, e passa del tempo con la madre e la sorella, più che altro per spillare qualche soldo per comprare la roba. Quando incontra un vecchio amore, Nancy, appena uscita dalla comunità, comincia a riflettere sulla sua squallida esistenza, fatta di continue contraddizioni, rimandi e vecchi rancori mai sopiti.